# 藤田航空機八丈富士墜落事故
藤田航空機八丈富士墜落事故（ふじたこうくうきはちじょうふじついらくじこ）は、1963年8月17日に発生し、乗客・乗員19名全員の犠牲者を出した航空事故である。

## 事故までの経緯
1963年（昭和38年）8月17日、羽田空港と八丈島空港間に定期便を就航させていた藤田航空は、浅草旅行会一行（下町の旅行グループ・八千代会の全41名）の団体客輸送を依頼される。藤田航空は当時、近距離旅客機であるデ・ハビランド DH.114 ヘロンと、この機体より大型となるフォッカー F27を使用して旅客輸送を担っていた。輸送依頼された17日当日は、フォッカー機が定期点検整備に入っていたために、旅客利用することが出来なかった。そのため藤田航空は、東亜航空に貸し出していた機体記号JA6155機を含んだデ・ハビランド DH.114ヘロン機の使用を決定し、これを3機に分けた上で旅客41名の輸送を請け負う形となった。
17日当日、空港周辺は天候不順の影響で濃霧に覆われており、視界も良好ではなかった。その状況の中で1番機となるJA6155機には操縦乗務員2名と客室乗務員の女性1名、乗客16名の合計19人を乗せて午後2時24分に八丈島空港を離陸・出発した。これに続いて2番機・3番機も順番に目的地の羽田空港へ向けて出発する。
後から出発した2番機・3番機は無事に羽田空港へ到着したものの、1番機の方は到着予定時刻となる午後3時39分を過ぎても空港へ姿を見せることは無かった。
3時間分の搭載燃料が枯渇する時刻となる午後4時30分に1番機の遭難が確実となり、大規模な機体の捜索活動を開始した。

## 捜索活動
1番機が消息不明となり徹夜での捜索が続けられたが、後に遭難した1番機のガソリンによる油膜が海域付近に漂流していたのを確認する。そのため1番機は、予定していた航路下の海域で遭難した物と判断された。それに従い海上保安庁の巡視艇をはじめ、藤田航空同僚機・全日空のビーチクラフト・航空自衛隊・在日米軍機なども遭難した1番機の捜索に協力する。しかし懸命の捜索にもかかわらず、一向に遭難した1番機や機体の一部・浮遊物など手掛かりになる物は発見出来なかった。
19日になって警視庁は、捜索範囲を広げて八丈島の山地やその付近も捜索したが、この日も遭難した1番機は行方不明のまま何も発見することが出来ず、捜索は打ち切られることになる。
また藤田航空は、遭難した1番機に搭乗していた乗客の家族・関係者のために羽田空港発の臨時便を用意し、1番機が遭難したと思われる八丈島付近の海域を飛行しながら家族や関係者などは、遭難機の捜索状況を機内から見守っていた。

## 遭難機発見
1番機の遭難から3日目となる8月20日の午前8時55分、事故当日に2番機の機長だったパイロットが空港から10km程離れた八丈富士8合目の雑木林に激突して炎上、大破した状態で墜落していた1番機（JA6155）を発見する。
その後、警察官や消防団などが墜落現場に駆け付けたが、生存者は無く乗客16名・乗務員3名の合計19人全員が犠牲となった。操縦乗務員2名・乗客1名は機体の外で、客室乗務員1名と乗客15名は客室内で発見されて収容する。事故機は尾翼のみを残した状態であり、墜落の衝撃や燃料による火災で機体はほぼ全焼していた。

## 事故原因
八丈島空港の通常出発方法では、南西方向へ離陸して左旋回するのが通常であったにもかかわらず、この日遭難した1番機は離陸した後に右旋回していたのを2番機の機長が目撃している。また事故機に搭乗していた機長は当時、藤田航空の訓練所長で兼飛行課長代理も務める経験が豊富なパイロットだった。そのため、機長の操縦ミスや判断の誤りが原因と断定出来なかった。
このため、事故機が右旋回した理由については以下の点が挙げられている。
- 機長がショートカットをして早く羽田空港に向かおうとしていた。
- エンジンが何らかの原因で不調を起こし[4]、八丈島空港へ戻ろうとした。

などの理由が挙げられたが、最終的に事故原因を特定することは出来なかった。
また、空港の至近距離で遭難機が墜落していたにもかかわらず、捜索が難航して3日間も発見出来なかったことについては、事故当日に山で炭焼きをしていた人から「山の方で衝撃音があった」という有力な通報情報が寄せられていたものの、この通報が捜索本部に伝えられていなかった点をはじめ、捜索した航空会社や海上保安庁・航空自衛隊との連携が取れていなかった点、空港周辺を捜索していなかった点、などの様々な問題点が後に批判されることになった。
また、パイロットの肉眼で飛行する有視界飛行も問題になった事故でもある。